# Wyka wielkokwiatowa
Wyka wielkokwiatowa, wyka brudnożółta (Vicia grandiflora Scop.) – gatunek z rodziny bobowatych. Zasięg obejmuje południowo-wschodnią Europę i południowo-zachodnią Azję. Jako gatunek introdukowany roślinie w Europie Środkowej i Wschodniej oraz w Ameryce Północnej. W Polsce ma status zadomowionego antropofita. Jest gatunkiem częstym na południu i w Wielkopolsce, poza tym rozproszony, rzadszy na północy i wschodzie, bardzo rzadki w północno-wschodniej części kraju. Rośnie jako chwast zbóż ozimych, a także na miedzach i przydrożach.

## Morfologia

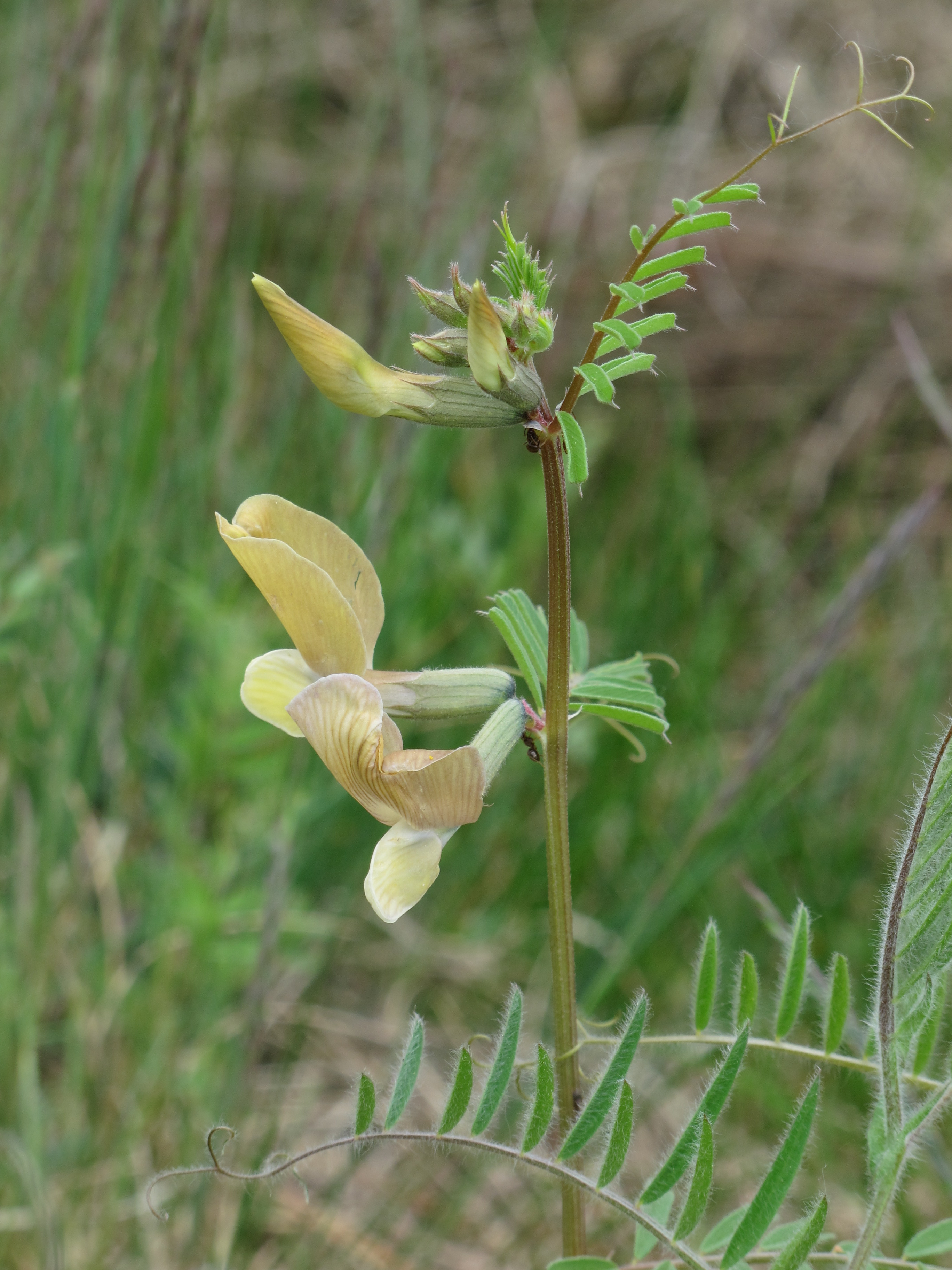

PokrójRoślina roczna o pnącej lub pokładającej się łodydze długości do 80 cm, pojedynczej lub rozgałęzionej, żeberkowanej.
LiścieParzysto pierzastozłożone, zakończone rozgałęzionym wąsem; listki równowąskie do eliptycznych; przylistki małe.
KwiatyBrudnożółte lub brudnokremowe, często fioletowo nabiegłe, na krótkich szypułkach, zebrane najczęściej w dwukwiatowe kwiatostany. Kwitnie od maja do czerwca.
OwoceDługie, równowąskie strąki.